# 8860 Rohloff
8860 Rohloff este un asteroid din centura principală de asteroizi.

## Descriere
8860 Rohloff este un asteroid din centura principală de asteroizi. A fost descoperit pe 5 octombrie 1991 la Tautenburg de Lutz Dieter Schmadel și Freimut Börngen. Asteroidul prezintă o orbită caracterizată de o semiaxă mare de 2,54 ua, o excentricitate de 0,09 și o înclinație de 14,0° în raport cu ecliptica.